# Kovács Frigyes (színművész)
Kovács Frigyes (Tornyos, 1955. február 20. –) Jászai Mari-díjas színész-rendező, tanár, több délvidéki színház megalapítója.

## Életrajz
A topolyai Gimnázium után 1974-ben az Újvidéki Művészeti Akadémia Drámai Tanszakának színésznövendéke lett. Pataki László osztályában 1978-ban diplomázott. Gimnazista korában Topolyán diákszínjátszó csoportot alapított és vezetett. Fiatal színészként – hogy adjon valamit annak a közegnek, amelyből kiszakadt – Hernyák György rendezővel 1978-ban megalapította a Tanyaszínházat. Ez a vándortársulat minden nyáron járja a kis falvakat, tanyákat hogy azokra a vidékekre is elvigye a színházi csodát, ahová kőszínház soha sem jár. A Tanyaszínház azóta is él. A színművészeti akadémia elvégzése után a szabadkai Népszínház magyar társulatához szerződött. Miután 1985-ben Szabadkán állami segédlettel szétzüllesztették a magyar társulatot (multietnikus színház lett belőle), tiltakozásul távozott Szabadkáról. Az Újvidéki Rádió drámai szerkesztőségében talált munkát. Időközben az Újvidéki Színházban játszik. 1993-ban visszaköltözött Újvidékről Szabadkára, mert meggyőződése volt, hogy ott lehet színházat csinálni, ahol néző van. Mivel ekkor Szabadkán se színház, se néző nem volt, munkához látott. Előbb színházat teremtett, majd lassan, fáradságos munkával, a nézőket is maga mellé és a színház mellé állította. 1994-ben megalapította a Kosztolányi Dezső Színházat és a nagy hagyományú magyar színjátszás újra életre kelt. Négy évvel később a Népszínház magyar társulatának igazgatója lett. A magyar társulatnak ekkor három színésze volt. Nyolcéves társulatvezetői munkájával felépítette a társulatot, fiatal színészeket hívott Szabadkára és visszahódította a nézőket. A műsorra tűzött darabok a Vajdaságban és Magyarországon is jelentős szakmai elismerést vívtak ki. A kritikusok szerint vezetése idején volt a Népszínház magyar társulata a csúcson. Színészi díjat alapított: tanáráról, Pataki Lászlóról elnevezett Pataki Gyűrű-díj a vajdasági magyar színészi teljesítmény legrangosabb elismerése. Ő volt az, aki kijelölte, és meghonosította a vajdasági magyar színjátszás ünnepét, a Délvidéki színjátszás napját. Ez a nap október 29-e, amikor a régi Jugoszlávia területén (25 év tilalom után) 1945-ben Szabadkán újra indulhatott a hivatásos magyar színjátszás.

## Pályájának alakulása
1977-től amatőr társulatoknál rendezett Szenttamáson, Topolyán, Nagykikindán, Zentán, Szabadkán, valamint a szabadkai Gyermekszínházban, a Népszínházban, az Újvidéki Színházban, a Tanyaszínházban, a Békéscsabai Jókai Színházban. 1978-ban Hernyák Györggyel megalapította a Tanyaszínházat. 1979-től több pódiumműsort készített (Karinthy: Tanár úr, kérem – kb. 200 előadás, Arany: Toldi – kb. 300 előadás), amelyekkel bejárta a Vajdaság és Dél-Magyarország szinte minden települését, valamint Szlovénia, Baranya és Szlavónia valamennyi magyarlakta helységét. Ezeken az előadásokon több generáció nevelkedett fel. 1978–1989 között a szabadkai Népszínház Magyar Társulatának a tagja volt. 1984–1985 között a szabadkai Népszínház Magyar Társulatának igazgatója és művészeti vezetője volt. 1989–1998 között az Újvidéki Rádió színészegyüttesének a tagja volt. 1994-ben megalapította Szabadkán a Kosztolányi Dezső Színházat, amely a mindenkori fiatalok színházává vált. 1998–2006 között a szabadkai Népszínház Magyar Társulatának igazgatója és művészeti vezetője volt. 2006–2012 között a szabadkai Népszínház társulatának tagja volt. 2012-től főállásban az Újvidéki Művészeti Akadémián beszédet tanít, és tagja a Békéscsabai Jókai Színháznak, valamint a Soproni Petőfi Színháznak.

## Magánélete
Felesége, Kabók Erika újságíró. Gyermekeikː Kovács Nóra (1979), K. Kovács Ákos (1991) operatőr és Kovács Tamás (1994) színész.

## Jelentősebb színpadi szerepek
- J. Masteroff, J. Kander, F. Ebb: Kabaré (Clifford Bradshaw),
- Ken Kesey: Kakukkfészek (Bromdem),
- Szophoklész: Antigoné (Haimon),
- Balogh István: Lúdas Matyi (Lúdas Matyi),
- Szép Ernő: Patika (Balogh Kálmán),
- T. S. Eliot: Gyilkosság a székesegyházban (Becket Tamás, érsek)
- John Steinbeck: Egerek és emberek (George),
- Oldrich Danek: Negyven gazfickó meg egy ma született bárány (Pap),
- Ranko Marinković: Glória (Don Jere),
- Mikszáth Kálmán: A Noszty fiú esete Tóth Marival (Kopereczky),
- Rudi Šeligo: Menyegző (Gyuri),
- Sütő András: Egy lócsiszár virágvasárnapja (Kolhaas Mihály)
- Bertolt Brecht: Kurázsi Mama (Eilif),
- Harold Pinter: A szerető (Richard, Max),
- Boris Vian: Schmürz avagy a Birodalomépítők (Apa),
- W. Shakespeare: Romeo és Júlia (Lőrinc barát),
- Örkény István: Tóték (Tót),
- Szophoklész: Antigoné (Theirésziász),
- Kristof–Eldad–Brestyánszki: Nem fáj! (Ordonánc),
- Rideg Sándor–Tímár Péter: Indul a bakterház (Szabó bakter),
- Spiró: Csirkefej (Apa)
- Bulgakov: Molière (Molière)
- Gorkij: Kicsik és polgárok (Besszemenov)
- Shakespeare: Vízkereszt (Vitéz Böföghy Tóbi)
- Peter Shaffer: Equus (Martin Dysart)
- Csehov: Sirály (Szorin)
- Gorkíj: Éjjeli menedékhely (Luka)
- Shakespeare: A vihar (Gonzalo)
- Zágon–Nóti–Eisemann: Hyppolit, a lakáj (Hyppolit)
- Shakespeare: Lear király (Lear)
- Caragiale: Elveszett levél (Trahanache)
- Shakespeare: Macbeth (Macduff)
- Tamási Áron: Ősvígasztalás (Csorja Ádám)

## Jelentősebb hangjátékok
- Déry Tibor: A félfülű (Gengszter),
- Deák Ferenc: Családi ebéd (Viktor),
- Mikszáth Kálmán: Szent Péter esernyője (Vibra Gyuri),
- Aleksandar Henrok: Alfons Kauders élete és műve (Alfons Kauders)

## Jelentősebb filmszerepek
- Bicskei Zoltán: Nagyapáti Kukac Péter mennybemenetele (Hangya gazda),
- Vicsek Károly: Bolygótűz (Sztipán)
- Bicskei Zoltán: Álom Hava (Sánta)
- Kostyál Márk: Kojot (Dr. Szojka Pál)
- Hámori Barbara: Korhatáros szerelem (Gellért)
- Hámori Barbara: Drága örökösök (Rába Jenő/Goran Sipsic )
- Kovács Dániel Richárd: Mellékhatás (Dr. Illés Lóránt)
- Eperjes Károly: Magyar Passió
- Hámori Barbara: Drága örökösök – A visszatérés
- Lóth Balázs: Most vagy soha! (Táncsics Mihály)

## Jelentősebb rendezések
- Schwajda György: Himnusz
- John Steinbeck: Egerek és emberek
- Kopeczky László: Lúdas Matyi
- Goldoni: Két úr szolgája
- Sławomir Mrożek: Örvendetes esemény
- Hubay Miklós: A Zsenik iskolája
- Masteroff–Kander–Ebb: Cabaret
- Müller–Seress: Szomorú vasárnap
- Brestyánszki B. Rozália: A tengeren nincsen sár
- Dürrenmatt: Az öreg hölgy látogatása
- Pozsgai Zsolt: Pipás Pista – ősbemutató
- Molnár Ferenc: Liliom
- Thomas Mann - Zalán Tibor: Márió és a varázsló

## Önálló műsorok
- Karinthy Frigyes: Tanár úr, kérem (200 alkalommal előadva),
- Arany János: Toldi (300 alkalommal előadva)

## Színházalapítás
- 1978-ban Tanyaszínház (azóta is működő színház),
- 1986-ban Tájszínház – Bácstopolya (születése után néhány hónappal meghalt)
- 1994-ben Kosztolányi Dezső Színház – Szabadka (azóta is működő színház)

## Díjak
- 1979 – A Vajdasági Hivatásos Színházak Szemléjén színészi díj
- 1998 – Szabadka község Bodrogvári díja társulatépítői munkásságáért
- 2002 – Aracs érem a Tanyaszínház megalapításáért
- 2003 – Pataki Gyűrű-díj a 2002/2003-as évad legjobb vajdasági alakításáért - Indul a bakterház (Szabó bakter)
- 2006 – Pataki Gyűrű-díj a 2005/2006-os évad legjobb vajdasági alakításáért - Molière (Molière)
- 2008 – Jászai Mari-díj
- 2009 – az Oktatási és Kulturális Minisztérium életműdíja
- 2012 – A Magyar Érdemrend lovagkeresztje